# Portrait d'une dame tenant un éventail
Portrait d'une dame tenant un éventail est un tableau réalisé par la peintre italienne Artemisia Gentileschi vers 1620-1625. De format vertical, cette huile sur toile est le portrait d'une femme vêtue d'une robe noire, en pied à mi-cuisses devant un fond sombre. Un éventail dans sa main gauche, qui est gantée, elle tend avec le pouce de la droite, qui est nue, le sautoir à son cou. Ce faisant, elle présente son profil droit, que l'on aperçoit de trois-quarts. Il s'agit selon toute vraisemblance d'un autoportrait de l'artiste. L'œuvre est conservée par l'Ordre souverain militaire et hospitalier de Saint-Jean de Jérusalem, de Rhodes et de Malte.